# Kastre kommun
Kastre kommun (estniska: Kastre vald) är en kommun i landskapet Tartumaa i sydöstra Estland. Byn Kurepalu utgör kommunens centralort.
Kommunen bildades den 24 oktober 2017 genom en sammanslagning av kommunerna Haaslava, Mäksa och Võnnu samt en del av Meeksi kommun (byarna Järvselja och Rõka).

## Orter
I Kastre kommun finns två småköpingar och 49 byar.

### Småköpingar
- Roiu
- Võnnu

### Byar
- Aadami
- Aardla
- Aardlapalu
- Agali
- Ahunapalu
- Alaküla
- Aruaia
- Haaslava
- Hammaste
- Igevere
- Ignase
- Imste
- Issaku
- Järvselja
- Kaagvere
- Kaarlimõisa
- Kannu
- Kastre
- Kitseküla
- Koke
- Kriimani
- Kurepalu (centralort)
- Kurista
- Kõivuküla
- Kõnnu
- Lange
- Liispõllu
- Lääniste
- Melliste
- Metsanurga
- Mõra
- Mäksa
- Mäletjärve
- Paluküla
- Poka
- Päkste
- Rookse
- Rõka
- Sarakuste
- Sudaste
- Tammevaldma
- Terikeste
- Tigase
- Tõõraste
- Uniküla
- Vana-Kastre
- Veskimäe
- Võruküla
- Võõpste